# Dzwonnik z Notre Dame (film 1923)
Dzwonnik z Notre Dame (ang. The Hunchback of Notre Dame) – amerykański niemy film grozy z 1923. Film jest adaptacją powieści Victora Hugo Katedra Marii Panny w Paryżu.

## Obsada
- Lon Chaney jako Quasimodo
- Patsy Ruth Miller jako Esmeralda
- Norman Kerry jako kapitan Phoebus
- Kate Lester jako Madame de Gondelaurier
- Winifred Bryson jako Fleur de Lys
- Nigel De Brulier jako Klaudiusz Frollo
- Brandon Hurst jako Jehan Frollo
- Ernest Torrence jako Clopin Trouillefou
- Tully Marshall jako król Ludwik XI
- Harry von Meter jako Monsieur Neufchatel
- Raymond Hatton jako Pierre Gringoire
- Nick De Ruiz jako Monsieur le Torteru
- Eulalie Jensen jako Marie
- Roy Laidlaw jako Jacques Charmolue
- Ray Myers jako asystent Jacques′a Charmolue
- William Parke jako Josephus
- Gladys Brockwell jako Gudule
- John Cossar jako sędzia dworski
- Edwin Wallock jako szambelan
- Louise LaPlanche jako Cyganka